# رايس حاج سليمان (غواصة)
رايس حاج سليمان 013 هي غواصة سوفيتية من فئة كيلو 877 تابعة للبحرية الجزائرية. أُطلقت في عام 1988 وحُدثت في عام 2011.

## الوصف والتصميم
يبلغ طول الغواصة 72.6 مترًا وعرضها 9.9 مترًا وغاطس 6.61 مترًا. تبلغ إزاحتها 2325 مترًا مكعبًا على السطح و3076 مترًا تحت الماء. وهي مجهزة بمحركي ديزل ومحرك كهربائي ومروحة واحدة، قدرة محركاتها 4,340 كيلو وات مما يمكنها من الوصول إلى سرعة 31.5 كيلومتر في الساعة تحت الماء، ومدى 11,112 كم بسرعة 12.96 كم/ساعة (سطحيًا).
الغواصة مسلحة بصواريخ إس إيه-إن-5 محمول و6 أنابيب طوربيد عيار 533 ملم مع 12 طوربيد 53-65 و6 طوربيدات تيست-71إم إي. يمكن للغواصة أيضا أن تحمل 24 لغماً بدلاً من الطوربيدات. إضافةً إلى 4 صواريخ كروز من طراز كاليبر كلوب-إس 3إم-14إي، والتي يبلغ مداها القصوى 300 كيلومترًا وتستخدم للهجمات البرية أو لاستهداف السفن.
تحتوي المعدات الإلكترونية على متن الغواصة على رادار مراقبة سطحية سنوب تراي وسونار هجوم نشط/سلبي إم جي كيه 400 وسونار هجوم نشط إم جي 519 ونظام التحكم بالسلاح إم في يو 110 وجهاز كشف الرادار.

## مقالات ذات صلة
- رايس حاج مبارك
- أكرم باشا
- مصالي الحاج
- وارسينيس